# 泥围足球场
泥围足球场（英語：Nai Wai Soccer Pitch），是香港足球場之一，在屯門藍地泥围村。行政上归屯門區。设施包括硬地球场以及7人足球场。开放时间是在每日上午7时至晚上11时。

## 网页
- 官方网页 （页面存档备份，存于）